# Marion Vanderhoef
Marion Vanderhoef (6 décembre 1894 à New York – 9 juin 1985 à New London) est une joueuse de tennis américaine des années 1910.
En 1917, elle a été finaliste en simple dames à l'US Women's National Championship, battue par Molla Bjurstedt Mallory. 

## Palmarès (partiel)

### Finale en simple dames
| No | Date       | Nom et lieu du tournoi                      | Catégorie | Surface      | Vainqueure      | Score         |          |
| -- | ---------- | ------------------------------------------- | --------- | ------------ | --------------- | ------------- | -------- |
| 1  | 18-06-1917 | National Patriotic Tournament, Philadelphie | G. Chelem | Gazon (ext.) | Molla Bjurstedt | 4-6, 6-0, 6-2 | Parcours |

## Parcours en Grand Chelem (partiel)
Si l’expression « Grand Chelem » désigne classiquement les quatre tournois les plus importants de l’histoire du tennis, elle n'est utilisée pour la première fois qu'en 1933, et n'acquiert la plénitude de son sens que peu à peu à partir des années 1950.

### En simple dames
| Année | - | - | Championnat de France | Championnat de France | Wimbledon | Wimbledon | US National | US National     |
| 1917  | - | - | -                     | -                     | -         | -         | Finale      | Molla Bjurstedt |

À droite du résultat, l’ultime adversaire.